# Private Collection
Albums de Jon and Vangelis
The Friends of Mr. Cairo
(1981) The Best of Jon and Vangelis
(1984)
Private Collection est le troisième album studio du duo Jon and Vangelis, composé du chanteur Jon Anderson et du claviériste grec Vangelis, sorti en 1983.
Les paroles de Polonaise font référence à des événements politiques survenus à l'époque en Pologne : « the common people » (les gens du peuple) contre le régime communiste.
La dernière pièce, Horizon, se caractérise par sa durée (22 min 53) et alterne différentes phases musicales, tantôt gaies tantôt tristes. Juste avant la dixième minute survient une rupture et démarre peu après un long thème au piano dont les textures sonores se rapprochent de celles de la bande originale du film Les Chariots de feu.

## Singles
Les titres He is Sailing, And When the Night Comes, Deborah et Polonaise ont fait l'objet de sorties en singles dans certains pays d'Europe ou d'Amérique.

## Titres
| No | Titre                    | Durée |
| -- | ------------------------ | ----- |
| 1. | Italian Song             | 2:54  |
| 2. | And when the night comes | 4:37  |
| 3. | Deborah                  | 4:56  |
| 4. | Polonaise                | 5:26  |
| 5. | He is sailing            | 6:49  |
| 6. | Horizon                  | 22:53 |

## Crédits
- Vangelis : Claviers, batterie, percussions, compositeur, production, arrangement
- Jon Anderson : Chant, textes